# Wolgot-dong
Wolgot-dong (koreanska: 월곶동) är en stadsdel i staden Siheung i provinsen Gyeonggi i Sydkorea, 29 km sydväst om huvudstaden Seoul.